# Павловская керамика
ОАО «Павловская керамика» — предприятие, расположенное в Павловском Посаде. С момента основания завод специализировался на выпуске различных керамических материалов, но кирпич довольно долго не входил в перечень выпускаемой продукции. Основным видом деятельности предприятия было производство черепицы, использовавшейся для реставрации некоторых корпусов Кремля.
За время своего существования предприятие выпускало различную продукцию: керамические трубы, половую плитку, черепицу, кирпич. С конца 1960-х годов керамический завод специализировался на производстве облицовочного кирпича. В настоящее время производственная мощность завода составляет порядка 70 млн штук кирпича в год.

## История
Предприятие было основано Павлом Матвеевичем Ефимовым. В 1888 году он выкупил у Павлово-Посадской городской управы большой пустырь у железной дороги, у станции, и построил там завод. 27 апреля 1889 года был учреждён Торговый дом «П. М. Ефимов и К°». Это было первое предприятие в Российской империи, начавшее изготавливать керамические трубы (в то время их называли «керамиковые») из огнеупорных и пластичных глин. Трубы использовались для водостоков канализации, канализации, дренажа и привозились в Россию из зарубежа. Местные жители стали называть предприятие «Гончарка». Оно быстро развивалось, спрос на трубы постепенно возрастал. Наследники П. М. Ефимова учредили Торговый дом «Преемники П. М. Ефимова и К°». В 1905 году была проложена железнодорожная ветка от фабрики к Нижегородской железной дороге, также открывались новые крупнооптовые склады.
Продукция завода завоевала серебряные медали на Всероссийских сельскохозяйственных выставках в Калуге и Ростове-на-Дону в 1906 году, на международной промышленной выставке в Казани. В 1911 году на Всероссийской выставке в Москве керамические трубы были удостоены золотой медали.
После Октябрьской революции 1917 года предприятие было национализировано, в 1918 году передано в систему водоканала. Активное развитие страны, строительство новых предприятий, развитие сельского хозяйства в первые годы пятилетки потребовали большого количества керамических труб. В это время фабрика занялась реконструкцией, были установлены новые механические станки, прессы и прочее. С учётом опыта предприятия в СССР были созданы крупные специализированные предприятия по производству керамических труб.
В 1938 году завод был передан в трест Госкоммунарпрому и переименован в Павлово-Посадский завод керамических труб. В годы Великой Отечественной войны завод начал осваивать производство авиационных керамических бомб КАБП-7. В цехах Павлово-Посадского завода керамических труб собирались авиационные бомбы. В конце 1943 года завод получил третью всесоюзную премию за выполнение спецзадания.
После войны для реставрации башен Московского Кремля изготавливалась черепица. Для послевоенного восстановления народного хозяйства требовалось большее количество керамического материала. Была проведена газификация предприятия, модернизировано оборудование, расширен ассортимент выпускаемой продукции и улучшено её качество. По специальному заказу завод начал поставлять керамические трубы на экспорт.
С конца 1960-х годов керамический завод специализировался на производстве облицовочного кирпича. После реструктуризации в 1968 году название завода было изменено на Павлово-Посадский керамический завод. Он был оснащён прогрессивной на тот момент технологической линией по производству лицевого керамического кирпича методом пластического формования. Производительность предприятия достигла 37,5 млн единиц условного кирпича в год.
2006 год стал новой эрой для завода. В это время начался долгий путь модернизации предприятия и перехода его на новое, прогрессивное и современное оборудование, большая часть которого была заказана в Европе. В результате установки немецкого и итальянского оборудования, изготовленного по специальному проекту Павловского керамико-кирпичного завода, стала возможной полная автоматизация всех производственных процессов предприятия. Благодаря этим усилиям значительно возросло как качество, так и количество выпускаемой продукции.
24 апреля 2008 года состоялось торжественное открытие полностью автоматизированного предприятия. В проект было инвестировано около 50 миллионов евро. Были объявлены расчётная рентабельность в размере 20 % и срок окупаемости проекта в размере 7 лет. Основным акционером предприятия выступила группа компаний «АСПЭК» (Удмуртия), которой на тот момент принадлежало 57 % акций. Акционерами также являлись ЗАО «Павловская Керамира», Сбербанк России и ряд частных компаний. Завод явился результатом совместной работы международной команды экспертов. Проектированием предприятия занималось ЗАО «Владимирский Промстройпроект». Компоновку технологической линии выполнила немецкая компания Keller (Keller HCW GmbH), входящая в международную группу CERIC. Электронное оборудование и программное обеспечение Siemens использовались для управления всем процессом полностью автоматизированной линии. Также было установлено технологическое оборудование итальянской фирмы Bedeschi (Bedeschi S.p.A.), испанской фирмы Verdes, японской фирмы Fanuc и других.
В 2011 году керамический завод вошёл в состав «Группы ЛСР» — одного из крупнейших отечественных холдингов по производству строительных материалов. Богатый опыт производства качественного кирпича позволил специалистам компании внедрить стандарты марки RAUF. К июню 2012 года предприятие было модернизировано.